# Francisco Estévanez Rodríguez
Francisco Estévanez Rodríguez (Burgos, 25 de abril de 1880 - Burgos, 26 de diciembre de 1953) fue un abogado, propietario y político tradicionalista español.

## Biografía
Era hijo de Aquilino Estévanez, quien había sido ayudante médico en el Ejército de Don Carlos durante la tercera guerra carlista y había pertenecido al Cuartel General del pretendiente.
Abogado de prestigio, en la década de 1920 fue camarero del arzobispo de Burgos, Juan Bautista Benlloch. Fue jefe del Partido Integrista en Burgos y director del periódico tradicionalista burgalés El Castellano. Como empresario, en 1929 estableció una línea de automóviles-ómnibus para 22-24 pasajeros, con coches de la marca Mercedes-Benz y servicio diario entre Burgos y Aguilar de Campoo.
Fue elegido diputado por Burgos en las elecciones de 1931 como católico-agrario. Tras la reunificación de los integristas con los carlistas en la Comunión Tradicionalista, salió nuevamente elegido en las elecciones de 1933 y de febrero de 1936, aunque en estas últimas fue anulada su acta de diputado.
Durante su etapa de parlamentario mantuvo las posiciones más reaccionarias y se opuso al régimen de la Segunda República, al que consideraba ateo y revolucionario. En las Cortes defendió lo que los tradicionalistas llamaban «el Reinado social de Jesucristo». Según manifestaría el propio Estévanez en un discurso recogido por El Siglo Futuro, en su primera intervención en el Congreso acusó a la cámara de atacar al catolicismo, preguntando a los diputados republicanos: «¿Repugnáis el Evangelio?», a lo que la mayoría contestaría afirmativamente. En su segunda intervención sostuvo la tesis católica de que el origen del Poder procede de Dios, recibiendo por ello abucheos, imprecaciones y sarcasmos. También defendió la intangibilidad de los señoríos nobiliarios, puestos en cuestión por el reformismo republicano, argumentando «que han pasado por las familias a lo largo de los siglos y que, a veces, han sido cultivados excelentemente para el bien común».
Presidió la Federación Católico-Agraria (FCA) de Burgos, oponiéndose en 1935 al proyecto de reforma agraria del ministro Manuel Giménez Fernández.
Después de la guerra residió en Madrid y realizó varios viajes a Nueva York.

### Familia
Estuvo casado con María del Carmen Obeso Palacio.